# Frits Clausen

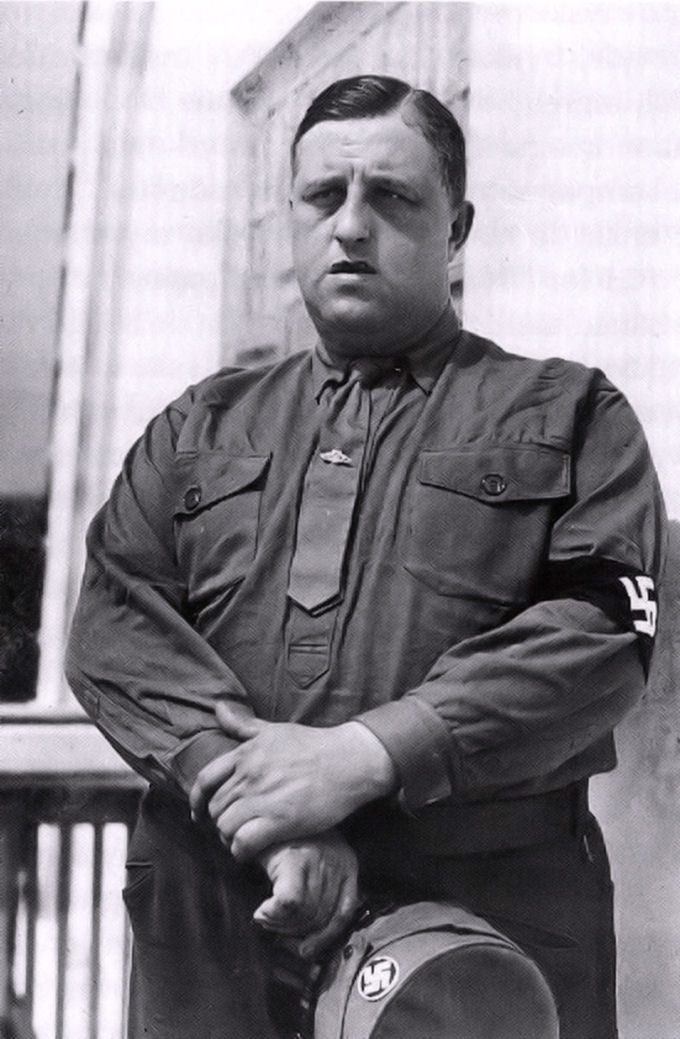
Retrato de Clausen

Frits Clausen (Aabenraa, 1893-5 de diciembre de 1947) fue un médico rural y político danés, líder del partido nazi danés.

## Biografía
Nació en 1893 en Aabenraa, ciudad situada en Nordschleswig, cuando esta última región formaba parte del Imperio alemán. En 1931 se unió al nuevo partido nazi danés (DNSAP) y en 1933 pasó a liderarlo. Como nacionalista danés, antes de la ocupación de Dinamarca por la Alemania nazi, a la que apoyó, se había opuesto a las reclamaciones de la minoría alemana del Norte de Schleswig de modificar la frontera entre Alemania y Dinamarca fijada en 1920, a pesar de su fascinación por Adolf Hitler. Falleció el 5 de diciembre de 1947 de un ataque al corazón.
Como líder del DNSAP no consiguió un gran éxito electoral: en las elecciones parlamentarias de 1943 (llevadas a cabo bajo la ocupación nazi del país) su partido obtuvo un máximo del 2,1 % de votos.